# Botón de turbo

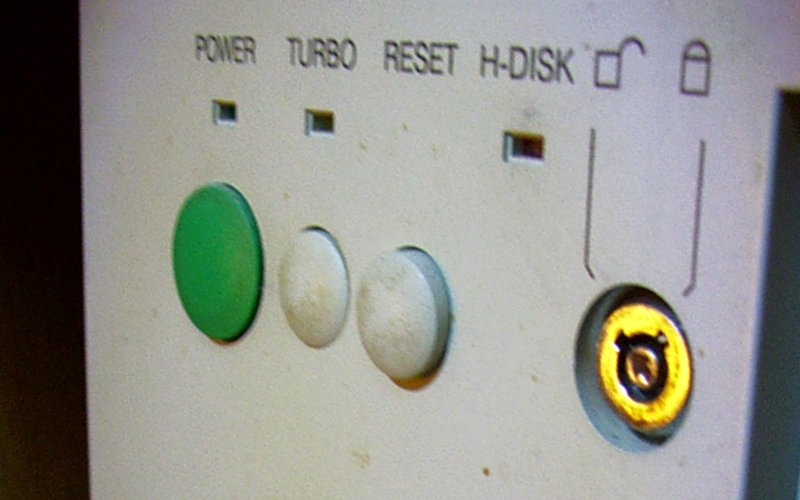
Botón Turbo, en el centro

El botón de Turbo es un botón que se encuentra normalmente en un equipo electrónico, que hace que el equipo funcione más rápidamente en cierta manera. Sus dos formas más populares son:

## En ordenadores
En los ordenadores personales, el botón de Turbo cambia la velocidad efectiva del sistema. Esto generalmente se logra ajustando la velocidad del reloj del CPU directamente, o apagando la caché del procesador, forzándolo para esperar en memoria central lenta cada vez. El botón estaba presente generalmente en sistemas más antiguos, y fue diseñado para permitir que el usuario corriera viejos programas que no fijaban sus timings según un reloj fijo, sino que lo calculaban por ciclos de cpu. Era común que los gabinetes trajeran un display led, al que por lo general se le programaban dos números, mediante jumpers, para mostrar al encontrarse habilitado y deshabilitado el turbo. Por lo general era la frecuencia real y a la que bajaba al activarlo, pero podía también mostrar LO y HI. Los sistemas también podían utilizar la combinación del teclado de ctrl-alt-+/-, “+” que ponía el turbo en APAGADO y “-” lo encendía. Por supuesto, llamándolo botón “turbo” cuando su función era retardar el sistema puede ser una parte que engaña, pero el botón generalmente era instalado, así que el sistema estaría a la velocidad completa cuando el botón estaba "ON" (encendido o activado). Un botón de turbo ya no se ve en la mayoría de los ordenadores personales actuales.

## En mandos de Videojuegos
En algunos mandos de videojuegos, un botón de Turbo o un Autofire (A veces implementado como un interruptor deslizante en vez de un botón) determina el índice de repetición de la acción de otro botón. Por ejemplo, el control del sistema Nintendo tiene dos botones de acción, etiquetados “A” y “B”. Normalmente, presionar el botón “A” dará lugar a la acción asociada a “A” que es hecha una vez -- por ejemplo, un personaje saltará una vez. Esto sucede aun cuando el botón “A” “se mantiene” (presionado continuamente). La función de “Turbo” en un mando mejorado o actualizado cambiará esta funcionalidad "sostenida-abajo", de modo que el personaje saltará en varias ocasiones cuando el botón de “A” sea presionado muchas veces muy rápidamente (una característica deseable en los juegos donde, por ejemplo, el botón de “A” dispara un proyectil).
- Datos: Q1158285
- Multimedia: Turbo button / Q1158285